# Bank of Upper Canada

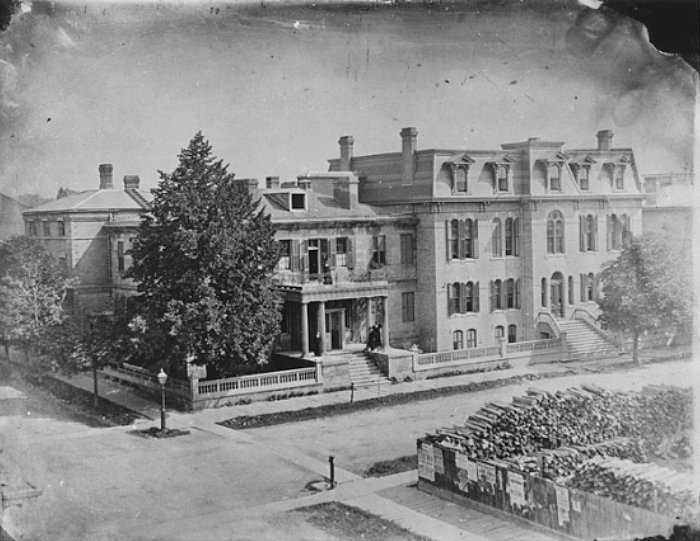
Das Gebäude der Bank von Oberkanada in der Adelaide Street in Toronto, 1872

Mit Bank of Upper Canada oder Bank von Oberkanada wurden zwei kanadische Banken in der späteren Provinz Ontario bezeichnet. Die ältere unter ihnen bestand nur von 1819 bis 1821 in Kingston, die wenig jüngere von 1819 bzw. 1821 bis 1866 in Toronto.

## Bank of Upper Canada, Toronto
Die rund 45 Jahre bestehende Bank of Upper Canada wurde 1821 auf der Grundlage eines Beschlusses von 1819 in Toronto gegründet, das zu dieser Zeit noch York hieß. Sie bestand bis 1866.
Wie alle mit königlicher Urkunde zugelassenen Banken in Kanada, das erst ab 1819 eigene Banken hatte, emittierte die Bank eigene Banknoten. Nachdem der erste Standort in York zu klein geworden war, erwarb die Bank ein Grundstück von Sir William Campbell. Erster Direktor war von 1821 bis 1835 William Allen, einer der reichsten Männer der Stadt. Ein Viertel der Bankaktien lag in den Händen des sogenannten Family Compact, einer abgegrenzten Gruppe von Familien, die praktisch die Politik in der Stadt beherrschten. Sie bestimmten die 15 Direktoren der Bank. 1824 gelang es ihnen, die einflussreiche Bank of Montreal aus der Stadt zu verdrängen, wenn auch nur für drei Jahre. Danach konnte die Konkurrenz die Vorherrschaft der Yorker Bank nicht mehr brechen.

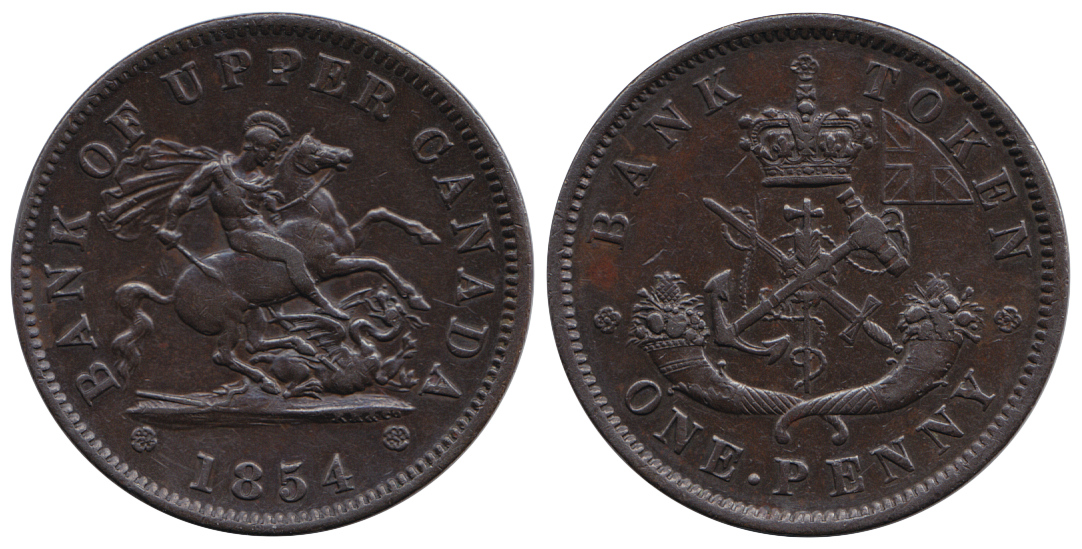
1-Pence-Token der Bank of Upper Canada, 1854.

William Proudfoot, der von 1835 bis 1861 Direktor war, konnte 1841 nicht verhindern, dass die Konkurrenzbank aus Montreal mit der Vereinigung der beiden Provinzen Ober- und Unterkanada entscheidende Privilegien erhielt. William Allan, der der Gruppe führender Familien in Toronto angehörte, dem sogenannten Family Compact, war von 1861 bis 1863 und erneut 1865 Direktor. Obwohl Toronto nach den schweren Unruhen von 1849 (Montreal Riots) in Montreal zur Hauptstadt erhoben wurde, konnte die Torontoer Bank nur zeitweise davon profitieren. Sie erhielt zwar ähnliche Privilegien wie die Montrealer Bank, doch verspekulierte sie sich bei den großen transkontinentalen Eisenbahnbauten.
Der Premierminister schlug vor, die Montrealer Bank zur Regierungsbank zu machen, ähnlich wie die Bank of England. So wäre eine Zentralbank entstanden. Die Handelsbanken (chartered banks) sollten dann vorrangig dem Handel, vor allem dem internationalen Handel dienen. Eine dritte Bankengruppe sollte für Manufaktur und Landwirtschaft zuständig sein. Ähnlich wie der US-Dollar sollten die Banknoten nicht mehr rücktauschfähig sein, die Ausgabe erfolgte durch alle Banken, vorausgesetzt sie kauften Regierungsschuldscheine. Kaum war die Canadian Bank of Commerce etabliert, brach jedoch die Oberkanadabank zusammen.
Die Bankenkrise von 1863 bis 1864 begann mit der Bank von Oberkanada, die sich bei der Eisenbahnfinanzierung übernommen hatte. Als Luther Hamilton Holton Finanzminister wurde, war die Bank nicht mehr berechtigt, der Regierung Kredit zu gewähren. Sie wandte sich fortan an die Bank of Montreal. Der General Manager der Bank, E. H. King, hatte die Bedingung gestellt, dass sein Haus die Oberkanadabank als Fiskalagenten ablöste – wozu sich die Regierung ein Jahr später angesichts einer taumelnden Oberkanadabank gezwungen sah. Trotz mehrfacher Aufforderung weigerte sich der Premier, die Bank zu unterstützen, und als sie kollabierte, riss sie die Commercial Bank of Kingston mit, die am 8. November 1867 ihren Bankrott erklärte. Finanzminister Galt war kurz zuvor zurückgetreten. Der Vorsitzende des Senatskomitees zum Bankenwesen William McMaster warf der Bank vor, sie habe sich nicht im Dienste Kanadas verausgabt, sondern in Währungsspekulationen in New York.
Der Sturz der Bank und das Verhalten der Montrealer Konkurrenz in der Bankenkrise hatten zur Folge, dass der  ehemalige Angestellte der Torontoer Bank George Hague alle relevanten Banken hinter sich brachte und Finanzminister Rose stürzte. Die Bankzentralen Halifax, Toronto und die Stadt Québec standen gegen Montreal. Roses Nachfolger wurde ihr Exponent Francis Hincks. 1871 verlor die Bank of Montreal mit dem Bank Act (Bankengesetz) ihre Vorrechte. Eine zentrale Bank war angesichts der Härte der Konfrontation und der Gegensätze der Interessen allerdings nicht durchsetzbar.

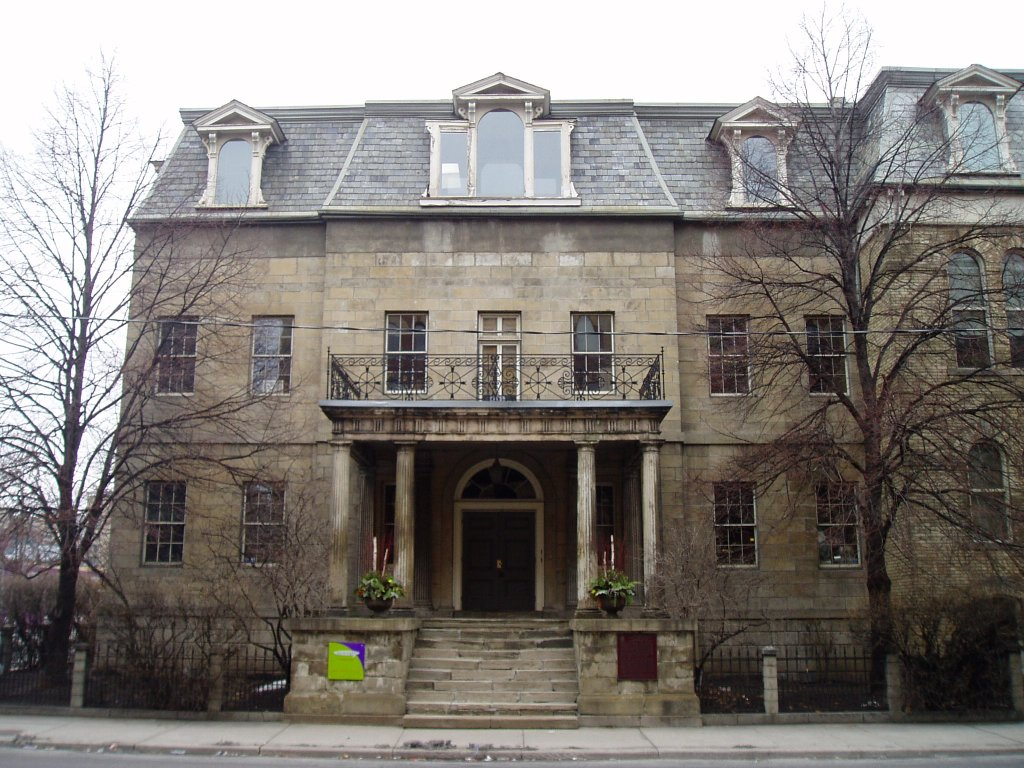
Bank of Upper Canada, 2005

Das erste Gebäude der Oberkanadabank entstand ab 1821 an der Ecke King und Frederick Street. Das 1827–34 fertiggestellte zweite Gebäude der Bank gehört seit 1977 zu den National Historic Sites of Canada, einen ähnlichen Rang genießen die Bankgebäude in Port Hope, Ontario (1857) und Goderich, Ontario (1863). Beide Gebäude befinden sich im Registry of Historical Places of Canada. Das Gebäude in Toronto, das älteste Bankgebäude Kanadas, war um 1980 in sehr schlechtem Zustand und wurde unter großem Aufwand restauriert. Die treibende Kraft dabei war Sheldon Godfrey, der auch dafür sorgte, dass die Schule und das vierte Postamt der Stadt restauriert wurden. Nach der Pleite der Bank war das Gebäude 1871 an die Christian-Brüder verkauft worden, die das De La Salle Institute gründeten. Anfang des Ersten Weltkriegs wurde die Schule jedoch geschlossen, woraufhin das Gebäude als Rekrutierungsbüro für die Royal Air Force diente. 1923 kauften die United Farmers of Ontario das Bauwerk, die das Gebäude rund drei Jahrzehnte später verkauften. Danach wechselte es mehrfach den Besitzer.

## Bank of Upper Canada, Kingston
Bereits 1819 wurde eine Bank of Upper Canada in Kingston gegründet, die jedoch nicht als Bank der Kolonie anerkannt war. Dies hing damit zusammen, dass zwar ein Antrag auf die Anerkennung durch London gestellt worden war, doch bis dahin war das zugrundeliegende Gesetz schon nicht mehr gültig. Daher gründeten die ungeduldig gewordenen Unternehmer die Bank als Privatbank. Ohne eine Anerkennung war die Kreditwürdigkeit einer solchen Bank im erst entstehenden kanadischen Geldsystem jedoch eher gering. 1821 kam es zu ersten internen Konflikten zwischen dem Präsidenten und einigen seiner Direktoren. Bereits im folgenden Jahr wurde die Bank für illegal erklärt und geschlossen. In der Phase, als die Bank in York-Toronto bereits bestand, und die Kingstoner Bank noch nicht geschlossen worden war, bezeichneten die Bankiers aus York sie als vorgebliche Bank (pretended). Während des nur dreijährigen Bestehens emittierte das Kingstoner Haus 1-, 2-, 5- und 10-Dollar-Noten, die verhältnismäßig fälschungssicher waren.